# Nebbiolo
Nebbiolo é uma uva tinta da família Vitis vinifera, originária do noroeste da Itália, região do Piemonte. A partir da nebbiolo são fabricados os vinhos de grande prestígio como o Barolo e Barbaresco, entre outros. Ao lado da sangiovese e barbera, a nebbiolo é uma das mais importantes uvas da Itália.
A nebbiolo, assim como a cabernet sauvignon, possui taninos elevados, o que favorece a produção de vinhos de grande longevidade.

## Vinhos
O Barolo é produzido com 100% da uva nebbiolo. Tem 13% de álcool e envelhece dois anos em madeira. É um vinho bastante estruturado, complexo, de grande corpo, perfumado e de longa guarda.
Também oriundo da região, o Barbaresco possui 12,5 % de álcool e envelhece apenas um ano em madeira.